# Швеннінген (Зігмарінген)
Швеннінген (нім. Schwenningen) — громада в Німеччині, знаходиться в землі Баден-Вюртемберг. Підпорядковується адміністративному округу Тюбінген. Входить до складу району Зігмарінген.
Площа — 19,33 км2. Населення становить 1677 ос. (станом на 31 грудня 2020).